# Lista de vice-governadores do Pará
Esta é uma lista de vice-governadores do estado do Pará no pós-Estado Novo.

## Titulares do cargo
| Ordem | Lista de vice-governadores do Pará | Cidade onde nasceu | Unidade federativa | Início do mandato     | Fim do mandato          | Notas de rodapé       | Ref.                        |
| ----- | ---------------------------------- | ------------------ | ------------------ | --------------------- | ----------------------- | --------------------- | --------------------------- |
| 01    | Luís Geolás de Moura Carvalho      | Belém              | Pará               | 27 de maio de 1959    | 29 de maio de 1959      | [ nota 2 ]            | [ 1 ] [ 2 ] [ 3 ]           |
| 02    | Newton Burlamaqui de Miranda       | Belém              | Pará               | 31 de janeiro de 1961 | 9 de junho de 1964      | [ nota 3 ]            | [ 4 ]                       |
| 03    | Agostinho de Meneses de Monteiro   | Chaves             | Pará               | 15 de junho de 1964   | 31 de janeiro de 1966   | [ nota 4 ]            | [ 5 ] [ 6 ]                 |
| 04    | João Renato Franco                 | Belém              | Pará               | 31 de janeiro de 1966 | 31 de janeiro de 1971   |                       | [ 7 ]                       |
| 05    | Newton Burlamaqui Barreira         | Belém              | Pará               | 15 de março de 1971   | 31 de janeiro de 1975   | [ nota 5 ] [ nota 6 ] | [ 8 ]                       |
| 06    | Clóvis Silva de Moraes Rego        | Belém              | Pará               | 15 de março de 1975   | 1º de agosto de 1978    | [ nota 7 ]            |                             |
| 07    | Gerson dos Santos Peres            | Cametá             | Pará               | 15 de março de 1979   | 31 de janeiro de 1983   | [ nota 6 ]            | [ 9 ]                       |
| 08    | Laércio Dias Franco                | Belém              | Pará               | 15 de março de 1983   | 15 de março de 1987     |                       |                             |
| 09    | Hermínio Calvinho Filho            | Belém              | Pará               | 15 de março de 1987   | 1º de fevereiro de 1991 | [ nota 6 ]            | [ 10 ]                      |
| 10    | Carlos José Oliveira Santos        | Salvaterra         | Pará               | 15 de março de 1991   | 2 de abril de 1994      | [ nota 7 ]            |                             |
| 11    | Hélio Mota Gueiros Júnior          |                    |                    | 1º de janeiro de 1995 | 1º de janeiro de 1999   |                       |                             |
| 12    | Hildegardo de Figueiredo Nunes     | Rio de Janeiro     | Rio de Janeiro     | 1º de janeiro de 1999 | 1º de janeiro de 2003   |                       |                             |
| 13    | Valéria Pires Franco               | Belém              | Pará               | 1º de janeiro de 2003 | 1º de janeiro de 2007   |                       |                             |
| 14    | Odair Santos Corrêa                | Santarém           | Pará               | 1º de janeiro de 2007 | 1º de janeiro de 2011   |                       |                             |
| 15    | Helenilson Cunha Pontes            | Santarém           | Pará               | 1º de janeiro de 2011 | 1º de janeiro de 2015   |                       |                             |
| 16    | José da Cruz Marinho               | Araguacema         | Tocantins          | 1º de janeiro de 2015 | 1º de janeiro de 2019   |                       | [ 11 ]                      |
| 17    | Lúcio Dutra Vale                   | Manhuaçu           | Minas Gerais       | 1º de janeiro de 2019 | 26 de abril de 2021     | [ nota 8 ] [ nota 9 ] | [ 12 ] [ 13 ] [ 14 ] [ 15 ] |
| 18    | Hana Ghassan Tuma                  | Belém              | Pará               | 1º de janeiro de 2023 | em exercício            |                       |                             |

Legenda
| Cor     | Significado                                                                                |
| Verde   | Mandatários eleitos por votação direta ou indireta (por escolha da Assembleia Legislativa) |
| Amarelo | Mandatários eleitos indiretamente segundo as regras do Regime Militar de 1964              |

### Galeria

Clóvis Moraes Rêgo 1975–1978
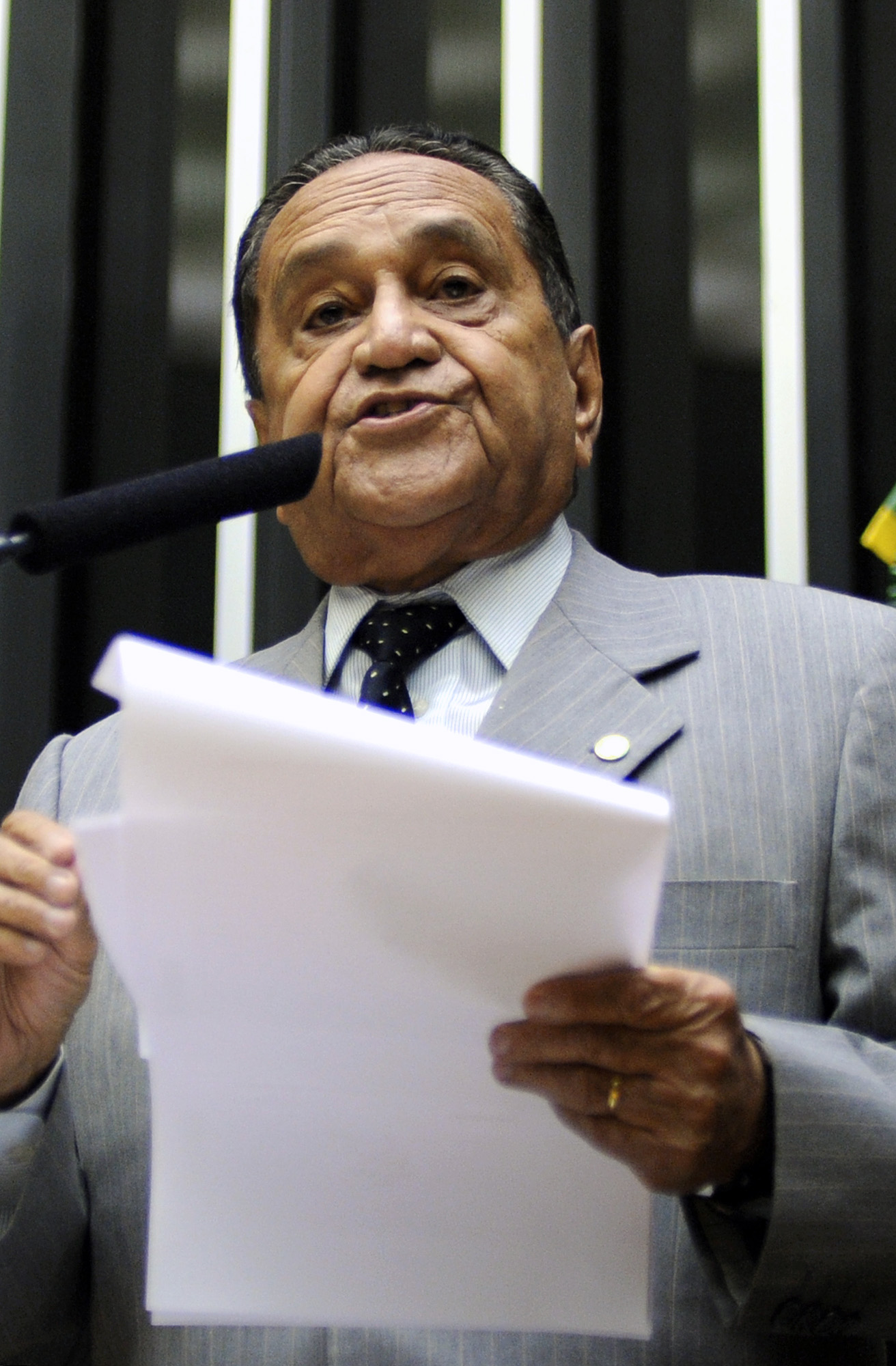
Gerson Peres 1979–1983
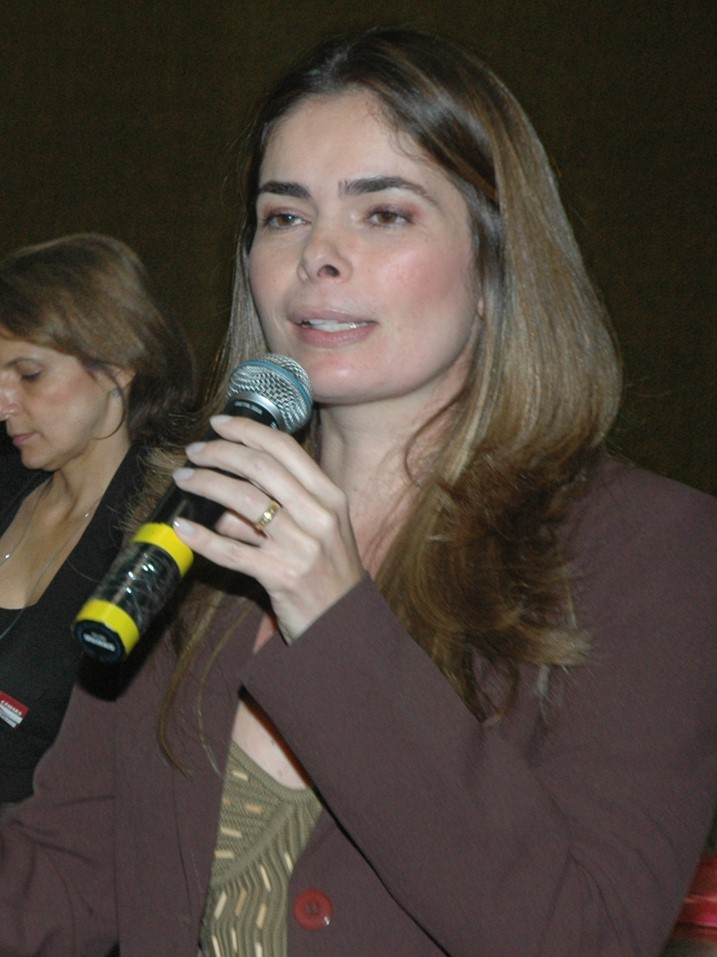
Valéria Pires Franco 2003–2007
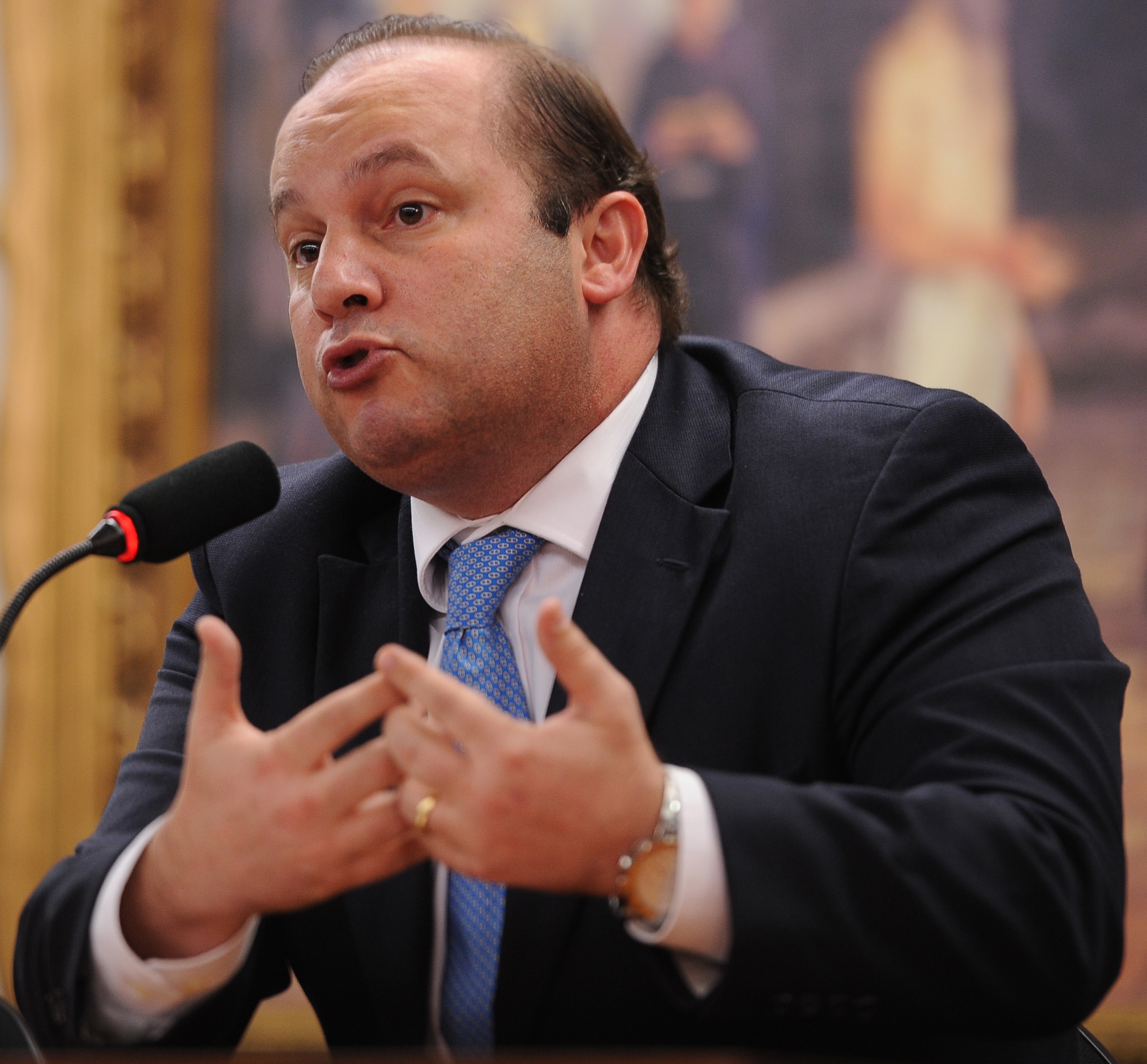
Helenilson Pontes 2011–2015
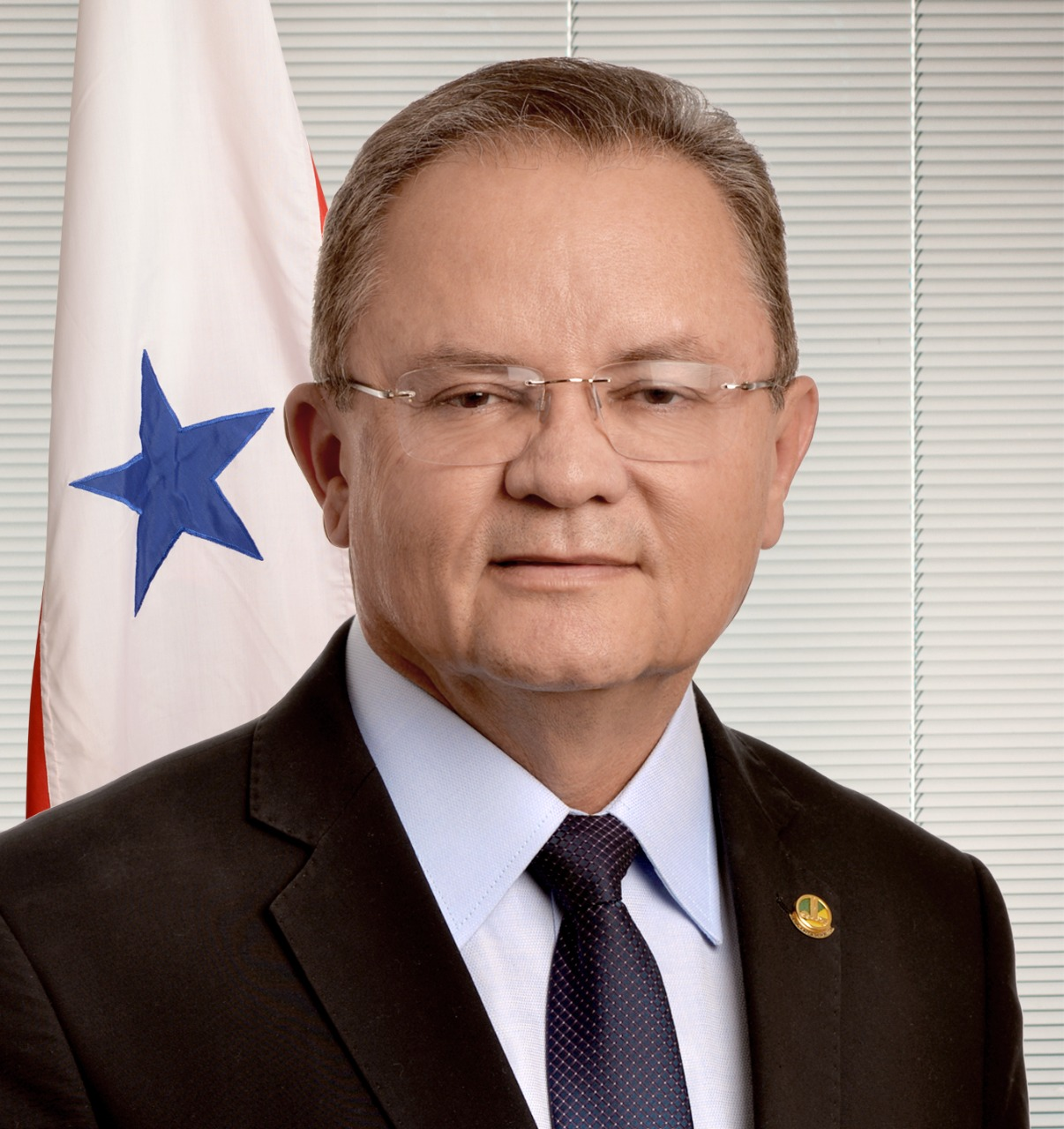
Zequinha Marinho 2015–2019
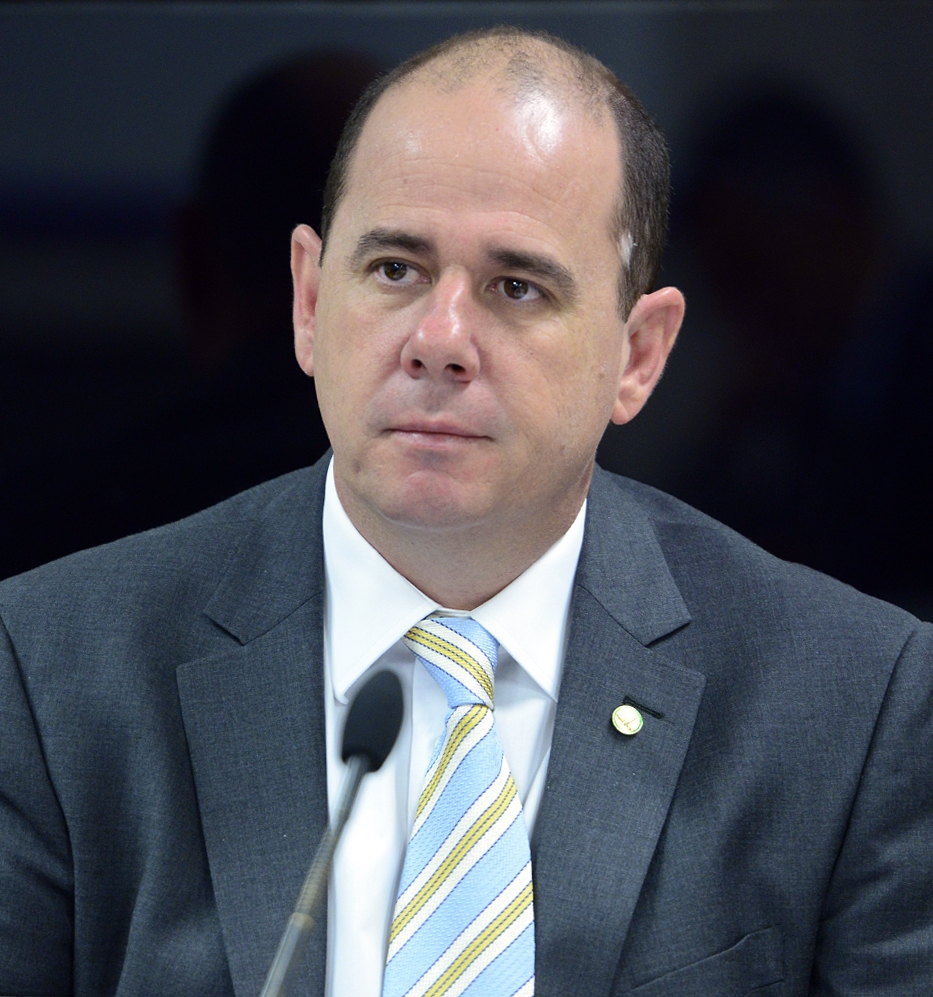
Lúcio Vale 2019–2021
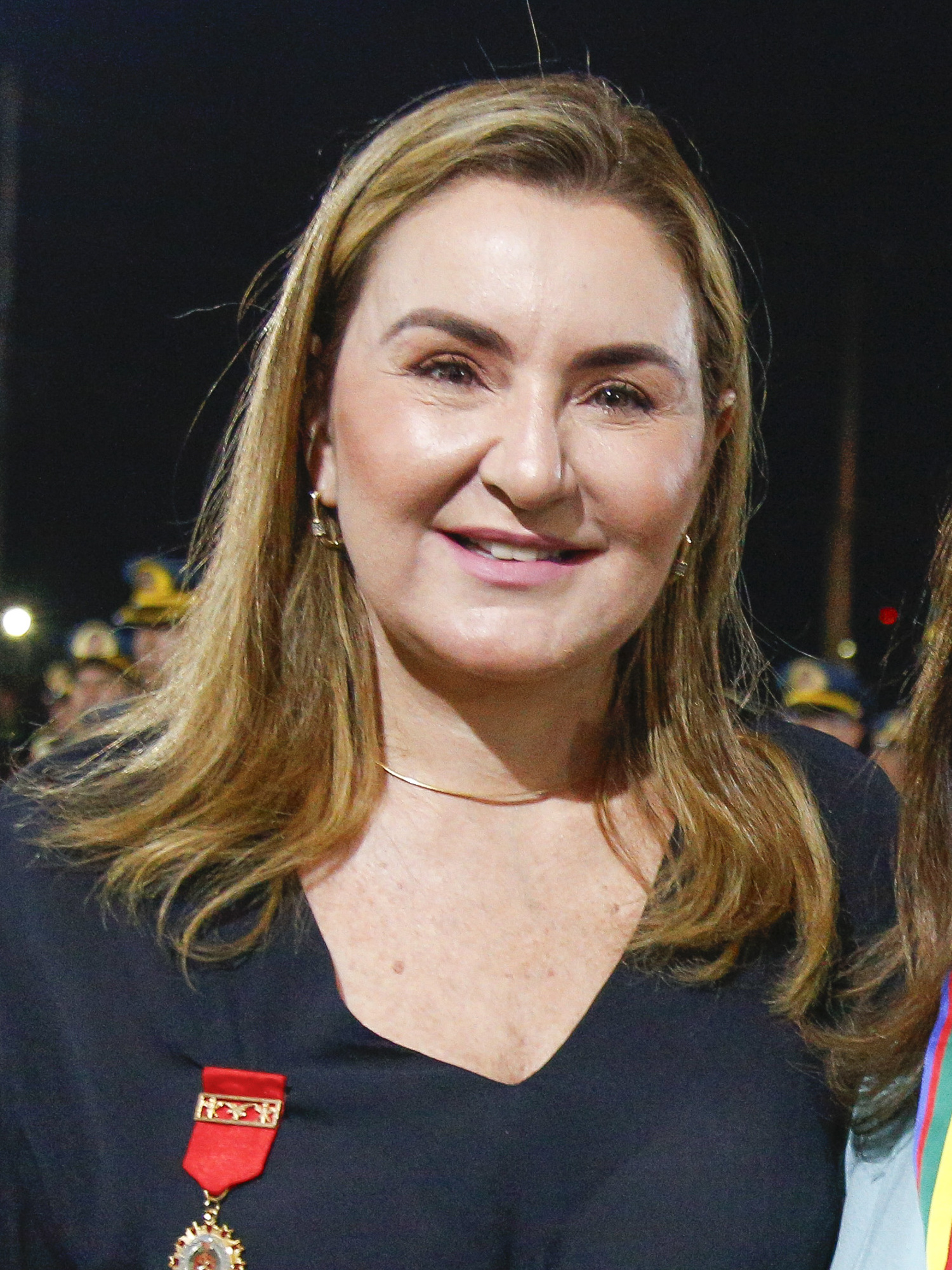
Hana Ghassan 2023–presente